# Chloortrifluoride
Chloortrifluoride is een interhalogeenverbinding met als brutoformule ClF3. Dit kleurloze, giftige, corrosieve en uiterst reactieve gas condenseert tot een lichtgeelgroene vloeistof. Het is in de laatste vorm dat de verbinding meestal verhandeld wordt (onder druk bij kamertemperatuur).
De verbinding is vooral van belang als de oxiderende component van raketbrandstof en als een industrieel schoonmaak- en etsmiddel in de halfgeleiderindustrie, de verwerking van kernbrandstoffen en andere industriële toepassingen.

## Synthese
De stof werd voor het eerst vermeld door Ruff en Krug die het bereidden door de fluoridisering van chloor. Deze reactie geeft ook chloormonofluoride (ClF) als bijproduct. Het mengsel werd gescheiden door middel van destillatie.
{\displaystyle {\ce {3F2 + Cl2 -> 2ClF3}}}

## Structuur en eigenschappen
Chloortrifluoride heeft bij benadering de vorm van een T. Deze structuur wordt voorspeld door de VSEPR-theorie. Er zijn naast de drie fluoratomen nog twee vrije elektronenparen. De vijf ladingsgebieden rond het centrale atoom vormen een trigonale bipiramide. De verbinding is hypervalent in de zin dat er meer valentie-elektronen te vinden zijn rond chloor, dan de verwachte acht elektronen bij een edelgasconfiguratie. De vrij lange axiale Cl-F-bindingen passen ook in dat beeld.
Zuiver chloortrifluoride is stabiel tot 180 °C in glas, maar bij hogere temperaturen ontleedt het via een radicaalmechanisme in chloor- en fluorradicalen. Chloortrifluoride wordt vooral gebruikt om uraniumhexafluoride (UF6) te bereiden, als onderdeel van de bereiding van atomaire reactorbrandstoffen:
{\displaystyle {\ce {3ClF3 + U -> UF6 + 3ClF}}}

## Gevaren
Chloortrifluoride is een zeer sterke oxidator en werkt sterk fluoridiserend. De stof reageert uiterst reactief met de meeste anorganische en organische verbindingen. Contact ermee leidt tot spontane ontbranding van veel stoffen. Zulke reacties zijn vaak heftig (exotherm) en leiden in sommige gevallen zelfs tot ontploffingen. Met een aantal metalen worden chloriden en fluoriden gevormd. Fosfor geeft fosfortrichloride (PCl3) en fosforpentafluoride (PF5), zwavel geeft zwaveldichloride (SCl2) en zwaveltetrafluoride (SF4).
Chloortrifluoride reageert ook heftig met water: onder hydrolyse vormt het een aantal stoffen, waaronder waterstoffluoride. Waterstofsulfide (H2S) reageert explosief wanneer het bij kamertemperatuur gemengd wordt met ClF3.
De stof heeft een oxiderend vermogen dat dat van zuurstofgas overtreft en dit zorgt voor corrosie van vele materialen die gewoonlijk als onbrandbaar beschouwd worden. In een industrieel ongeval vrat een gemorste hoeveelheid van 900 kilogram chloortrifluoride zich door 30 cm beton en de laag van 90 cm grind die zich daaronder bevond. Alle werktuigen die met de stof in aanraking kunnen komen moeten zorgvuldig gekozen worden en na blootstelling even zorgvuldig schoongemaakt worden, omdat besmetting ermee tot ernstige brandwonden kan leiden bij aanraking.
Blootstelling aan aanzienlijke hoeveelheden chloortrifluoride is namelijk in staat om biologisch weefsel tot ontbranding te brengen. De hydrolysereactie met het vochtrijke weefsel is heftig en veroorzaakt brandwonden. Bovendien is het reactieproduct, waaronder waterstoffluoride, ook gevaarlijk voor het weefsel. Waterstoffluoride wordt door de huid heen opgenomen en valt selectief het botweefsel aan. Het remt ook de pijnprikkel in de zenuwen en kan een dodelijke vergiftiging veroorzaken.

## Toepassing als chemisch wapen
Onder de code N-stoff is chloortrifluoride vóór uitbreken van de Tweede Wereldoorlog onderzocht als strijdgas door de nazi's. Het is echter nooit ingezet omdat de productie te duur was (ongeveer 100 Reichsmark per kilogram) en omdat het zó gevaarlijk was (als wapen) dat ermee omgaan gewoon al levensgevaarlijk was zonder de huidige beschermende technologiën.

## Raketvoortdrijving
Chloortrifluoride is onderzocht als een oxidatorcomponent voor de voortdrijving van raketten. De stof bleek te moeilijk om mee om te gaan. John D. Clark vatte de moeilijkheden als volgt samen:

It is - of course - extremely toxic, but that's the least of the problem. It is hypergolic with every known fuel, and so rapidly hypergolic that no ignition delay has ever been measured. It is also hypergolic with such things as cloth, wood, and test engineers, not to mention asbestos, sand, and water—with which it reacts explosively.

Vertaling:

Het is - uiteraard - uiterst giftig, maar dat is het minst ernstige probleem. Het is immers hypergolisch met elke bekende brandstof, en wel zo sterk dat er nooit een vlamvertraging gemeten werd. Het is ook hypergolisch met materialen als kleding, hout, ingenieurs die de test uitvoeren, en niet te vergeten met asbest, zand en water. Met dat laatste reageert het explosief.